# Juli Sanclimens i Genescà
Juli Sanclimens i Genescà (Manresa, 29 d'agost de 1935 - Manresa, 12 de juny de 2020) fou un polític català.

## Biografia
Graduat en direcció d'empreses per l'Institut d'Estudis Superiors de l'Empresa (lESE), de 1958 a 1986 va treballar com a director administratiu en una empresa. Fou jugador de bàsquet i de 1973 a 1975 vicepresident del Bàsquet Manresa. Fou president de l'Orfeó Manresà de 1967 a 1971 i president de l'Agrupació Cultural del Bages de 1980 a 1984. Participà en la constitució d'Òmnium Cultural a Manresa i fou ponent del primer Congrés de Cultura Popular i Tradicional. També ha estat el primer president de l'Agrupament d'Esbarts Dansaires.
El 1976 es va afiliar a Convergència Democràtica de Catalunya, de la qual va ser membre del Comitè Executiu Nacional entre 1987 i 1995. Com a membre de CiU, ha estat alcalde de Manresa el 1987-1995, primer president del Consell Comarcal del Bages, president de l'Associació Catalana de Municipis i Comarques (1987-1995), diputat a les eleccions al Parlament de Catalunya de 1984, 1988 i 1992, i membre de la Comissió Mixta de Valoracions Estat Generalitat (1996-2004). Dins el Parlament de Catalunya fou Secretari de la Comissió d'Organització i Administració de
la Generalitat i Govern Local (1992-1995).
Del 1990 al 1995 fou membre de la Junta de Govern Local de Catalunya, del Patronat Català Pro Europa i del Comitè de Presidència del Consell de Municipis i Regions d'Europa.
Les seves vivències estan recollides al llibre Temps viscut, publicat el 1999